# Katona Júlia
Katona Júlia (Budapest, 1943. április 14. – Budapest, 2007. november 12.) magyar színésznő.

## Életpályája
Pályáját 1961-ben a Pest Megyei Petőfi Színpadon kezdte. 1969-től a győri Kisfaludy Színházban játszott. 1970-től 1977-ig az Állami Déryné Színház tagja volt. Naiva- és primadonnaszerepekben volt sikeres.

## Fontosabb színházi szerepei
- Valentyin Petrovics Katajev: Kisorsolt menyasszony... Vera
- Szedő Lajos: Világvége Piripócson... Tóth Anna
- Szigligeti Ede: Liliomfi... Mariska
- Örsi Ferenc: A kapitány... A kislány
- Mikszáth Kálmán: A beszélő köntös... Fábiánné
- Schönthan testvérek – Kellér Dezső – Horváth Jenő – Szenes Iván: A szabin nők elrablása... Etelka
- ifj. Johann Strauss: Cigánybáró... Panka, szolgáló
- Jacques Offenbach: Párizsi élet... Metella
- Valentyin Petrovics Katajev: Bolond vasárnap... Klára Lurkó
- Iszaak Oszipovics Dunajevszkij: Aranyvölgy... Nyina, Szandró unokája, botanikus
- Jurij Szergejevics Miljutyin: Nyugtalan boldogság... Natasa
- Pancso Pancsev: A négy süveg... A bég leánya
- Kálmán Imre: A montmartre-i ibolya... Violetta
- Kálmán Imre: Csárdáskirálynő... Aranka
- Ábrahám Pál: Bál a Savoyban... Madeleine
- Kacsóh Pongrác: János vitéz... A francia királylány
- Lehár Ferenc: A vándordiák... Sárika, Drághy lánya
- Huszka Jenő:  Gül Baba... Zinaida;  Zaida
- Huszka Jenő: Lili bárónő... Virágáruslány
- Huszka Jenő: Bob herceg... Annie, Tom apó lánya
- Tabi László: Esküvő... Kati
- Kövesdi Nagy Lajos: Szegény kis betörő... Zsuzsi, laboráns
- Kolozsvári Andor – Cserháti Lajos: Déryné – Lángoló lelkek... Erzsike
- Pataki Pál: Idézés válóperben... Kati
- Sármándi Pál: Peti kalandjai... Fogmosó Maci